# Квасников, Александр Иванович
Алекса́ндр Ива́нович Ква́сников (6 декабря 1912, Быково, Быковская волость, Бронницкий уезд, Московская губерния — 20 ноября 1986, Москва) — советский футболист, вратарь, игрок московских клубов «Динамо» и «Спартак».

## Биография
Динамовский воспитанник. С 1928 года начал играть в московской команде «Динамо», провёл в международных матчах в её составе 5 игр, пропустил 2 мяча. В 1932 году выступал за молодёжную сборную команду Москвы, участник матча со сборной клубов Турции в 1936 году.
Был основным вратарем в 1936 году, весной помог команде завоевать звание первого чемпиона СССР, в том же чемпионате в матче с ЦДКА выступил в качестве полевого игрока, выйдя на замену. В 1937 году основным вратарем «Динамо» стал Фокин. В 1938 году перешёл в «Спартак» (Москва). В 1942 году, во время службы в куйбышевском гарнизоне, стал первым вратарем только что созданного местного клуба «Крылья Советов» и выступал за него несколько месяцев, вплоть до перевода в другой гарнизон..
По окончании карьеры игрока тренировал юношеские команды по футболу и хоккею: «Спартак» (Москва) (1948), ВМС (1949), «Динамо» (Москва) (1952—1975), ВМС (1950—1951). Среди воспитанников — хоккеисты Станислав Петухов, Александр Стриганов, Виктор Шилов, Александр Сакеев, Игорь Тузик, Валерий Гущин, Зинэтула Билялетдинова.
Был первым тренером красногорского «Зенита» по хоккею с мячом.
Сын Станислав был хоккеистом.
Похоронен на Введенском кладбище (13 уч.).

## Достижения
- Чемпион СССР: 1936 (весна), 1938
- Обладатель Кубка СССР: 1937, 1938
- Серебряный призёр чемпионата СССР: 1936 (осень)